# Bettina (Film)
Bettina ist ein deutscher Film in dokumentarischer Form unter der Regie von Lutz Pehnert aus dem Jahr 2022. Das Filmporträt der Liedermacherin und Lyrikerin Bettina Wegner wurde am 13. Februar im Rahmen der 72. Berlinale in der Sektion Panorama uraufgeführt.

## Handlung
Das 107-minütige Filmporträt stellt anhand von neu gefilmten Interviews und Konzertproben, montiertem Archivmaterial von früheren Auftritten, Filmmaterial vom Alltagsleben in der DDR sowie bebilderten und transkribierten Audiomitschnitten eines Verhörs Stationen des Lebens der Liedermacherin und Lyrikerin Bettina Wegner vor. Geboren 1947 in West-Berlin und früh mit ihrer Familie nach Ost-Berlin übergesiedelt, stand sie hier 1968 als 21-jährige Schauspielstudentin und junge Mutter vor Gericht, weil sie mit Flugblättern gegen das gewaltsame Ende des Prager Frühlings protestiert hatte. Als Teil einer kritischen Musik- und Literaturszene zwischen Ost und West (wohin sie 1983 widerwillig ausreisen musste) blieb sie sich ihr Leben lang treu.

## Produktion

### Filmstab

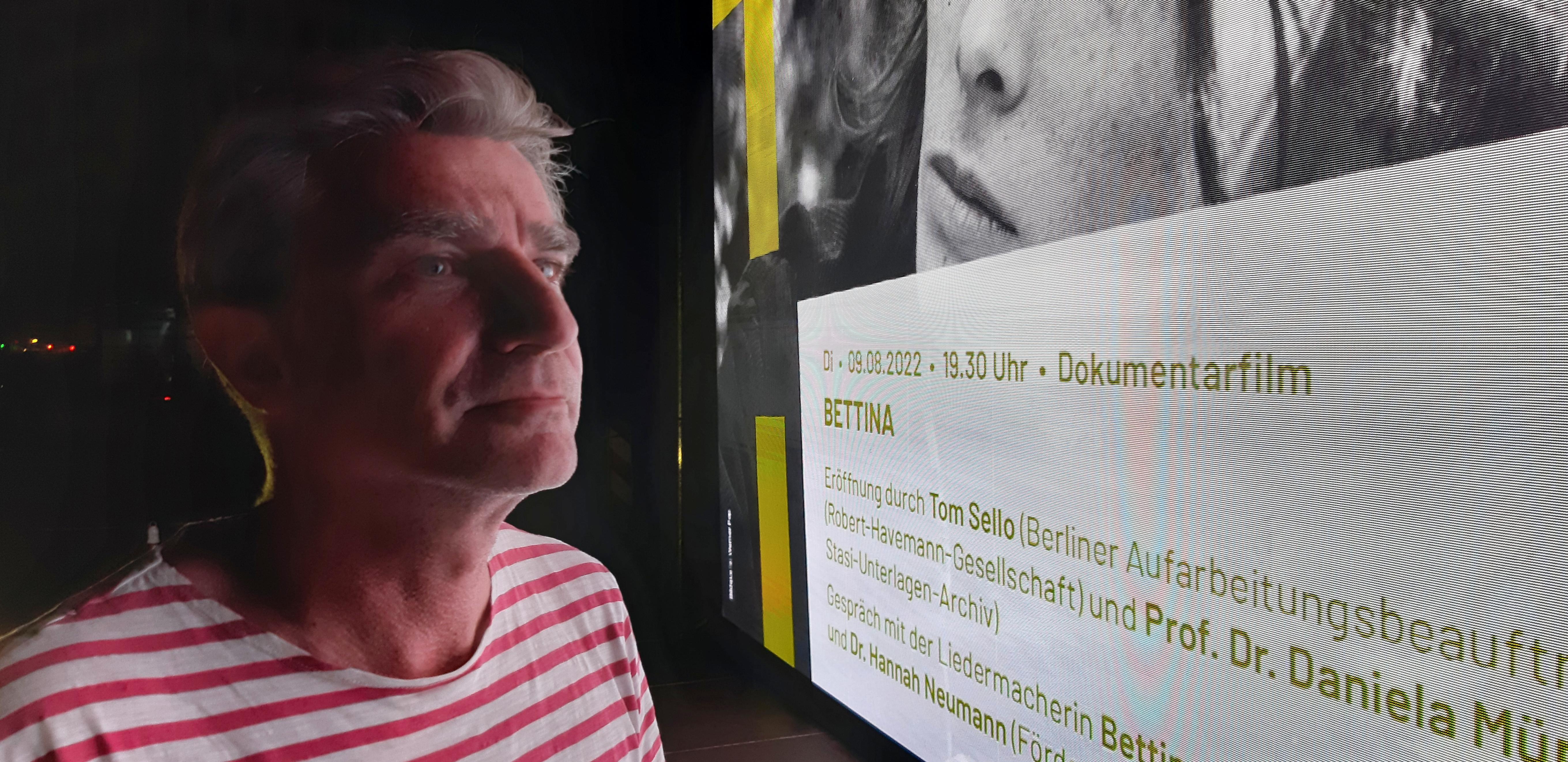
Lutz Pehnert nach der Filmvorführung

Regie führte Lutz Pehnert, der auch das Drehbuch verfasste. Die Kameraführung lag in den Händen von Anne Misselwitz, zusätzliche Kamerabilder stammen von Thomas Lütz und Andreas Deinert. Die Musik stammt von Bettina Wegner und für den Filmschnitt war Thomas Kleinwächter verantwortlich.

### Produktion und Förderungen
Produziert wurde der Film von Susann Schimk.

### Dreharbeiten und Veröffentlichung
Der Film hatte am 13. Februar 2022 auf den 72. Internationalen Filmfestspielen Berlin seine Weltpremiere.

## Auszeichnungen und Nominierungen
- Nominierung für den Panorama Publikumspreis bei den Internationalen Filmfestspielen Berlin 2022
- Auszeichnung mit dem FIPRESCI-Preis im Rahmen der Internationalen Filmfestspiele Berlin 2022
- Auszeichnung mit dem Grand Prix Internazionale Media Fenix während des SalinaDocFest 2022
- CLIO 2022
- AG Kino Gilde Preis 2022
- Publikumspreis bei den HEIMAT EUROPA Filmfestspielen 2022